# Нуова Бетоска (Бергамо)
Нуова Бетоска је насеље у Италији у округу Бергамо, региону Ломбардија.
Према процени из 2011. у насељу је живело 47 становника. Насеље се налази на надморској висини од 231 м.